# Mercédès Jellinek

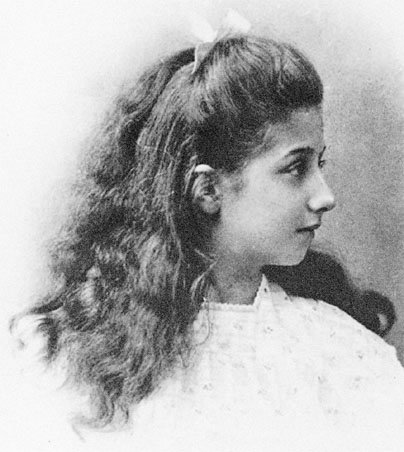
Mercédès Jellinek im Alter von 13 Jahren

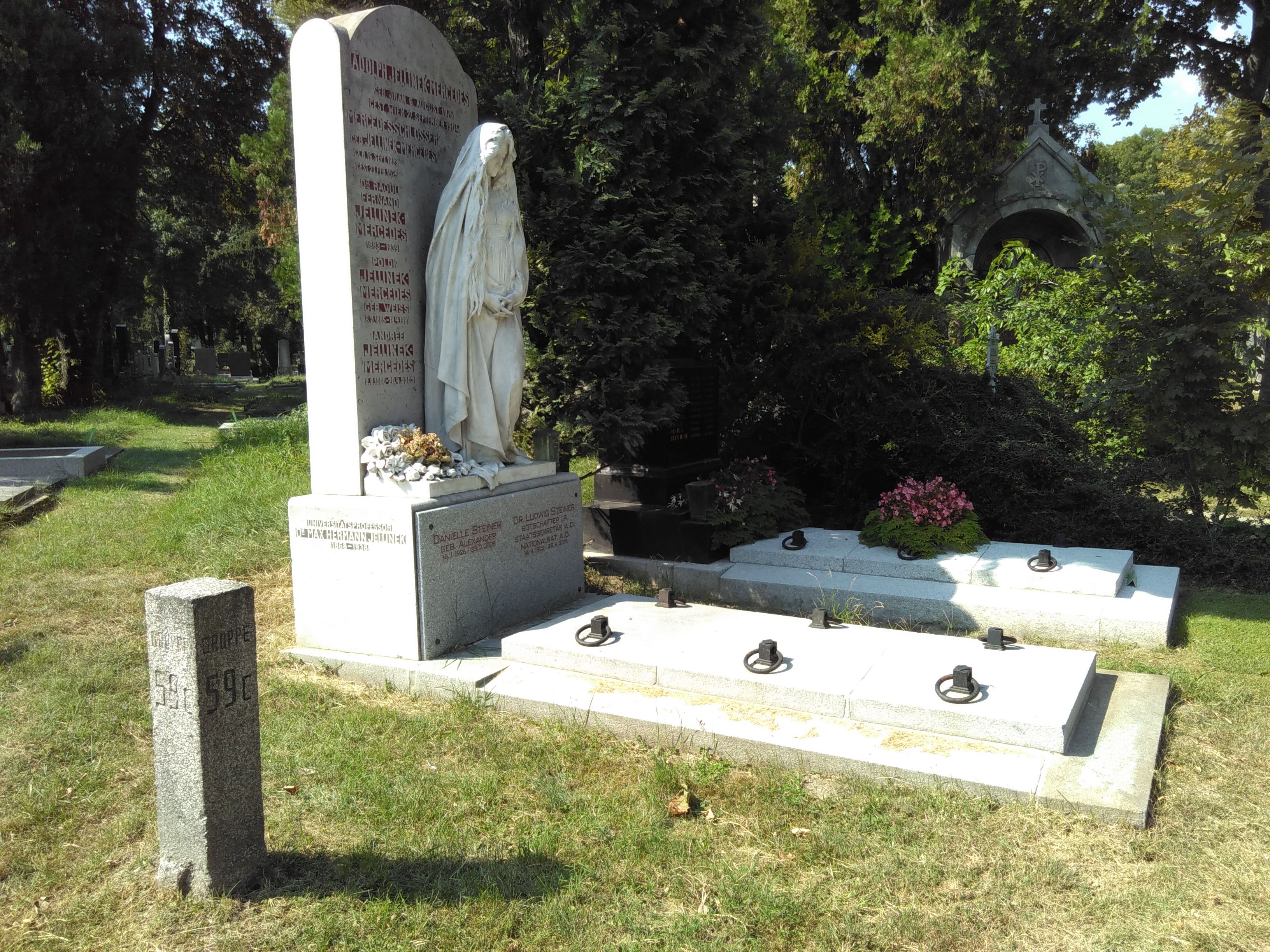
Grab von Mercédès Jellinek am Wiener Zentralfriedhof

Mercédès Adrienne Ramona Manuela von Weigl, geborene Jellinek, geschiedene von Schlosser (* 16. September 1889 in Wien; † 23. Februar 1929 ebenda), ist die Namenspatin der Automobilmarke Mercedes und in Folge von Mercedes-Benz.

## Leben
Mercédès Jellineks Eltern waren der österreichisch-ungarische Diplomat und Autohändler Emil Jellinek und seine Frau Rachel Goggmann Cenrobert. Mercédès hatte zwei ältere Brüder, Adolph und Raoul Fernand. 1893 starb die Mutter. Aus der 1899 geschlossenen zweiten Ehe des Vaters gingen drei Söhne und eine Tochter hervor.
Mercédès Jellinek heiratete 1909 den Wiener Karl Freiherr von Schlosser in Nizza, mit dem sie 1912 die Tochter Elfriede und 1916 den Sohn Hans-Peter bekam. 1926 trennte sie sich von ihrem Mann und heiratete den Wiener Bildhauer Rudolf von Weigl, der aber nach wenigen Monaten an Tuberkulose („Schwindsucht“) starb. Mercédès von Weigl selbst starb 1929 an Knochenkrebs. Sie fand im Familiengrab auf dem Wiener Zentralfriedhof ihre letzte Ruhestätte (Gruppe 59C, Nr. 26), wo auch mehrere ihrer Geschwister sowie ihr Onkel Max Hermann Jellinek bestattet sind. Obwohl eine der bekanntesten Automarken nach ihr benannt wurde, hat sie selbst nie ein Auto besessen.
Ihr Bruder Raoul Fernand verübte unter dem Druck der antisemitischen Verfolgung 1939 Suizid. Ihre Tochter Elfriede war Verfolgungen durch die Nationalsozialisten ausgesetzt. Ihr Sohn Hans-Peter wurde während der deutschen Besetzung Frankreichs von der Gestapo verhaftet und 1944 durch die US-Army gerettet.

## Vermächtnis

### Namenspatin
Mercédès Jellineks Vater entwickelte schon früh ein Interesse am Automobil. Nach dem Tod seiner Frau 1893 richtete er ein Büro in Nizza ein. 1897 erhielt er seinen ersten Wagen der Daimler-Motoren-Gesellschaft (DMG). Bei der Tourenfahrt Nizza–Colomars–Tourrettes-sur-Loup–Magagnosc–Nizza (ca. 80 km, laut Mercedes-Benz-Archiv „Tourettes“ und „Magagnone“) am 21. März 1899 erzielten 12 PS starke Daimler-Phönix-Rennwagen einen Doppelsieg bei Zweisitzern und den Sieg bei Viersitzern, mit Durchschnittsgeschwindigkeiten von knapp 35 und 32 km/h. Einen Siegerwagen hatte Emil Jellinek unter dem Pseudonym Monsieur Mercédès angemeldet. Im April 1900 bestellte Jellinek 36 Daimler-Wagen – ein Drittel der Jahresproduktion – und forderte die Konstruktion eines neuen Wagens, den er Mercedes nannte und dessen erstes Exemplar am 22. Dezember nach Nizza geliefert wurde. Im März 1901 erzielte der neue Wagen eine Serie von Siegen bei der Rennwoche in Nizza.
Am 23. Juni 1902 meldete die Daimler-Motoren-Gesellschaft den Namen Mercedes als Warenzeichen an. Am 26. September wurde die Marke gesetzlich geschützt. 1909 wurde der Mercedes-Stern als Warenzeichen eingetragen. Die Automobile der 1926 geschaffenen Daimler-Benz AG wurden unter dem Markennamen Mercedes-Benz bekannt.

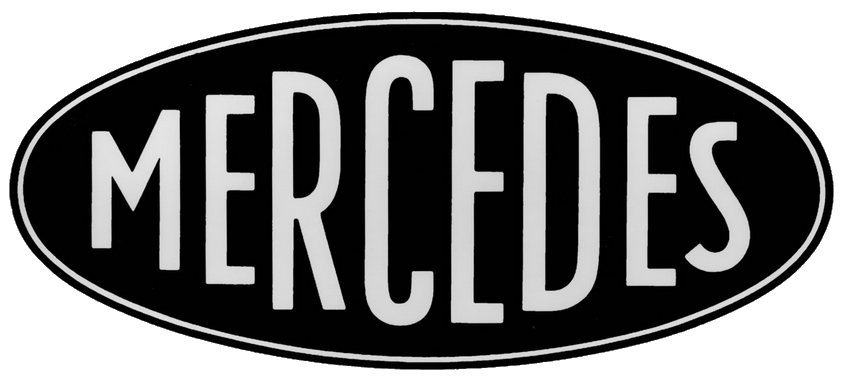
Logo Mercedes (1902)
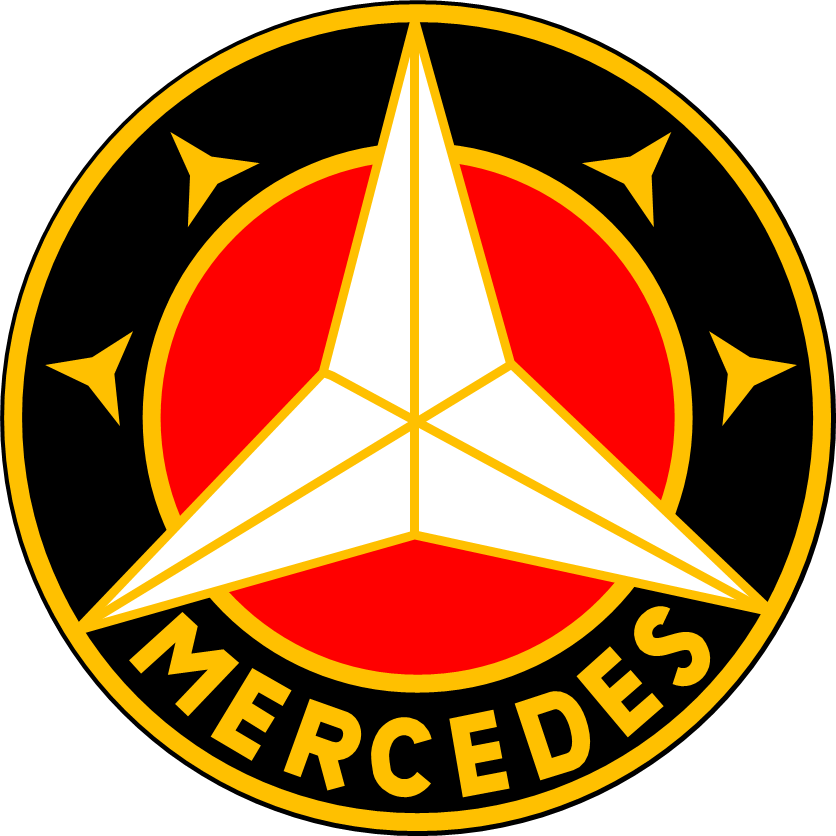
Logo Mercedes mit Mercedes-Stern (1916)
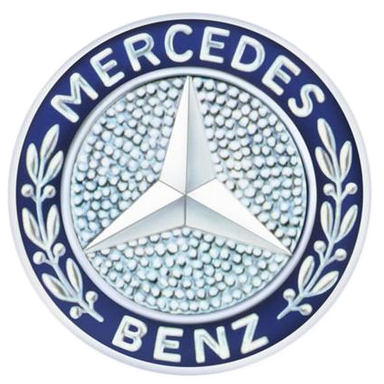
Logo Mercedes-Benz (1926)

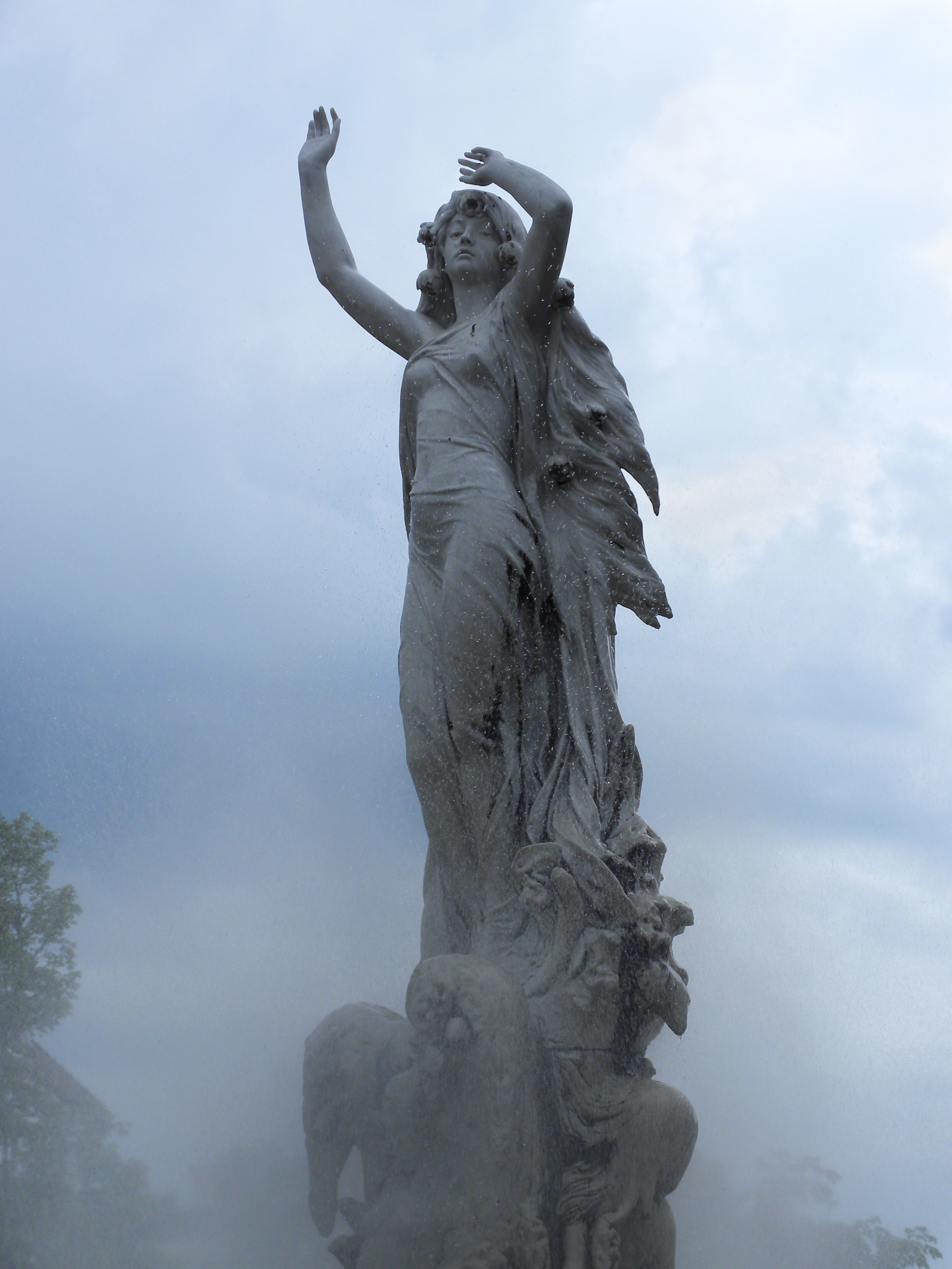
Undine, Hauptfigur des Undinebrunnens in Baden bei Wien

Emil Jellinek wollte auch sich selbst mit dem Namen seiner Tochter schmücken und beantragte die Änderung seines Nachnamens in Jellinek-Mercédès. Im Juni 1903 wurde sein Antrag bewilligt. Emil Jellinek-Mercédès merkte zu dieser Entscheidung an, dass „wahrscheinlich zum ersten Mal ein Vater den Namen seiner Tochter getragen hat“.

### Modell für Statuen
Der Kärntner Bildhauer Josef Valentin Kassin gestaltete die Figuren des im Jahr 1903 eingeweihten Undinebrunnens in Baden bei Wien nach lebenden Modellen. Der Hauptfigur Undine gab er die Gesichtszüge von Mercédès Jellinek. Kassin fertigte zudem die Statue einer Klagefrau des Jellinek-Familiengrabes auf dem Wiener Zentralfriedhof nach dem Vorbild der Mercédès Jellinek.

### Ehrungen
In Dauelsen, einem Stadtteil von Verden in Niedersachsen, sowie in Stuttgart-Bad Cannstatt gibt es eine Mercédès-Jellinek-Straße. 